# Cantone di Épinal-1
Il Cantone di Épinal-1 è una divisione amministrativa dell'Arrondissement di Épinal.
È stato istituito a seguito della riforma dei cantoni del 2014, che è entrata in vigore con le elezioni dipartimentali del 2015.

## Composizione
Comprende parte della città di Épinal e i comuni di:
- Arches
- Chantraine
- Chaumousey
- Dinozé
- Les Forges
- Renauvoid
- Sanchey